# Варшавская крепость

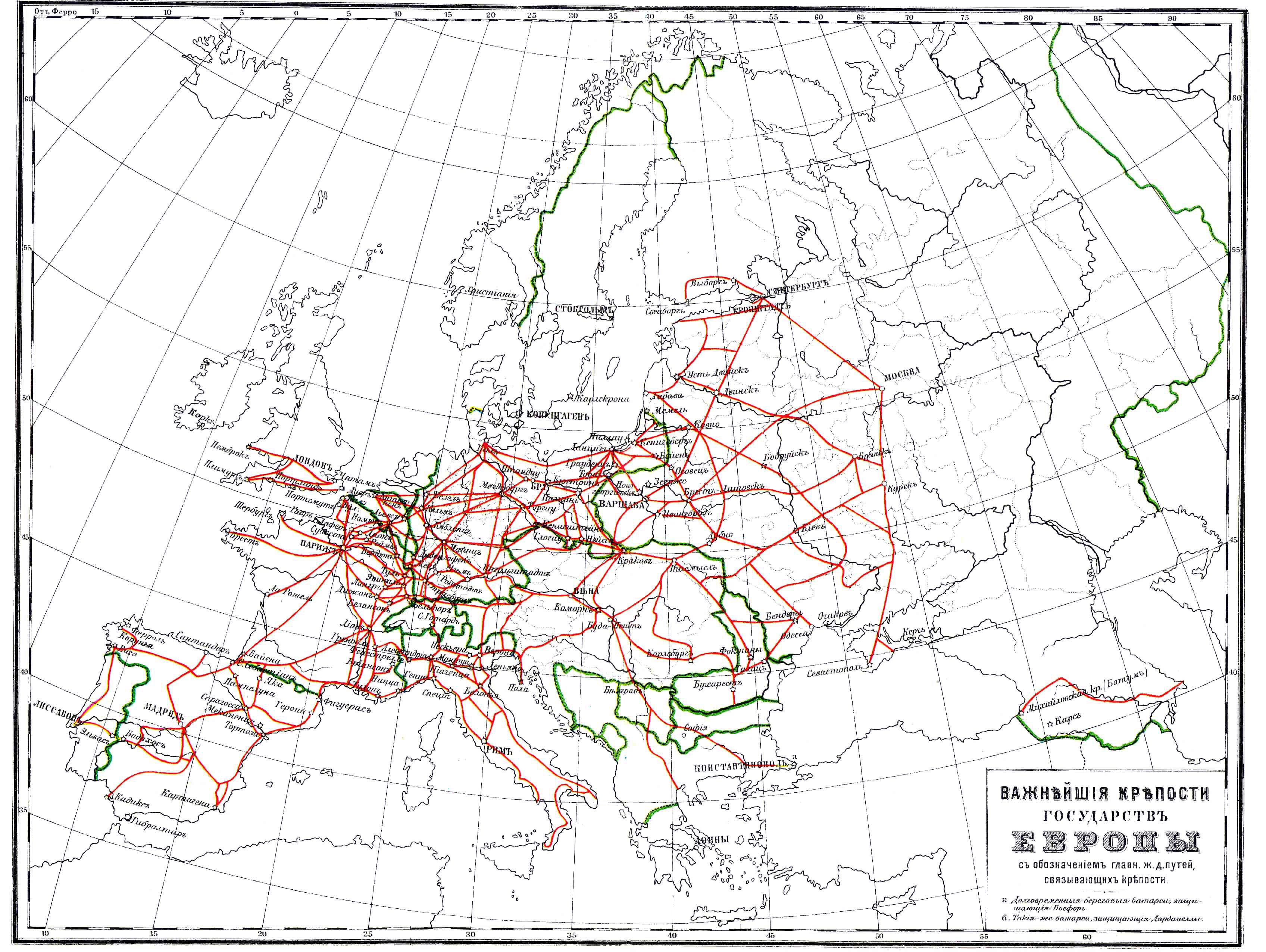
Важнейшие крепости Европы.

Схема размещения Новогеоргиевской и Варшавской крепостей, на польском языке.

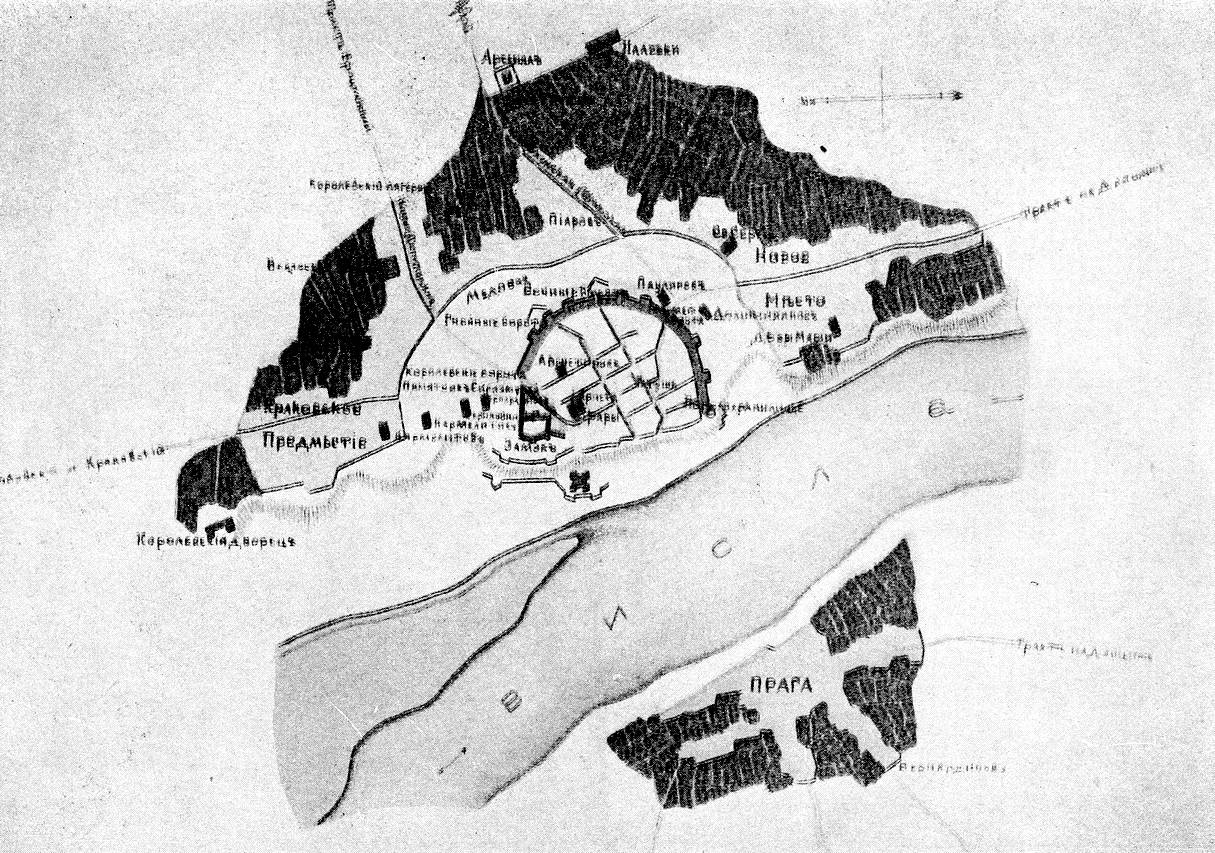
Варшавская крепость, Рисунок к статье «Варшава» № 1. Военная энциклопедия Сытина (Санкт-Петербург, 1911—1915)

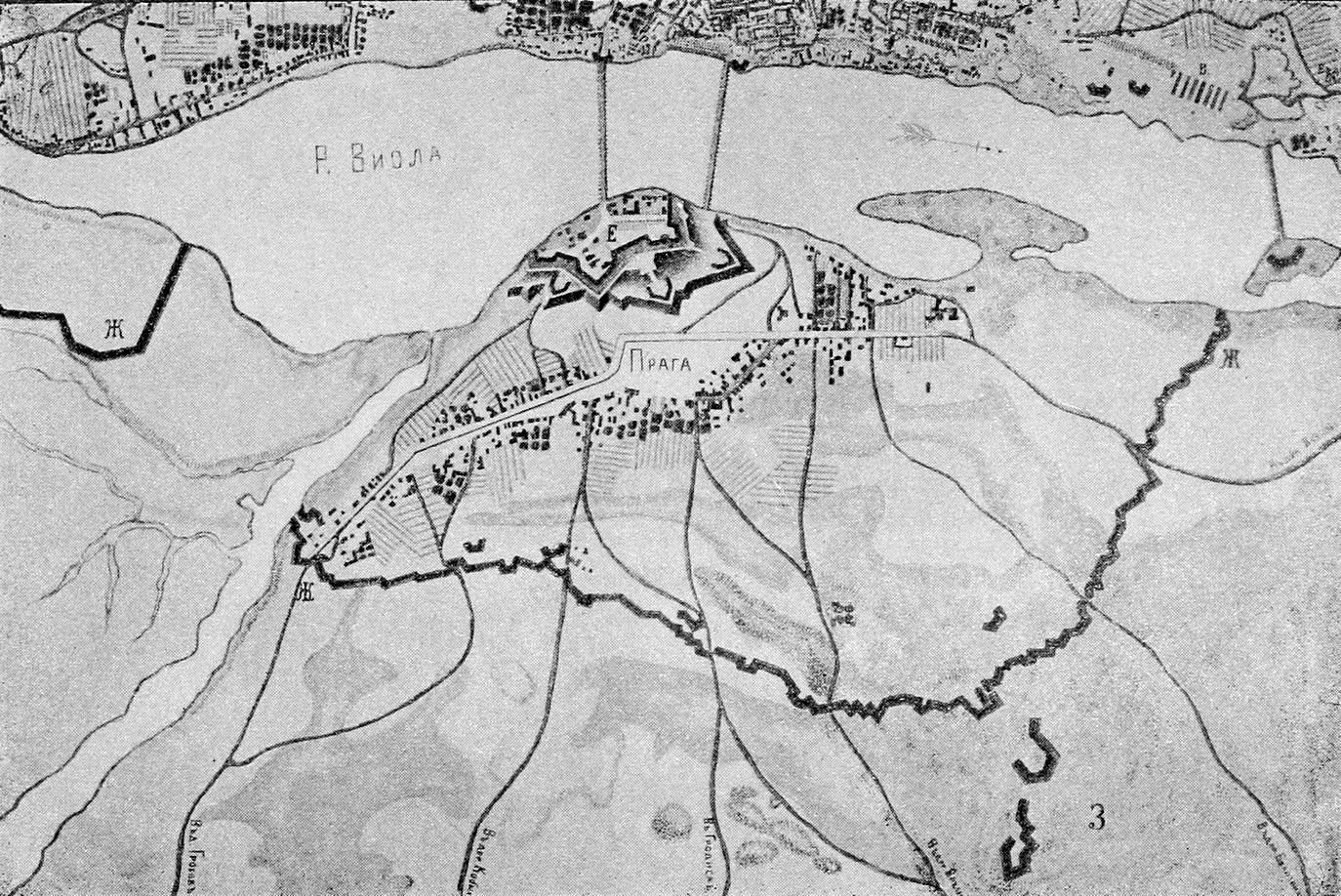
Варшавская крепость, Рисунок к статье «Варшава» № 2. Военная энциклопедия Сытина (Санкт-Петербург, 1911—1915)

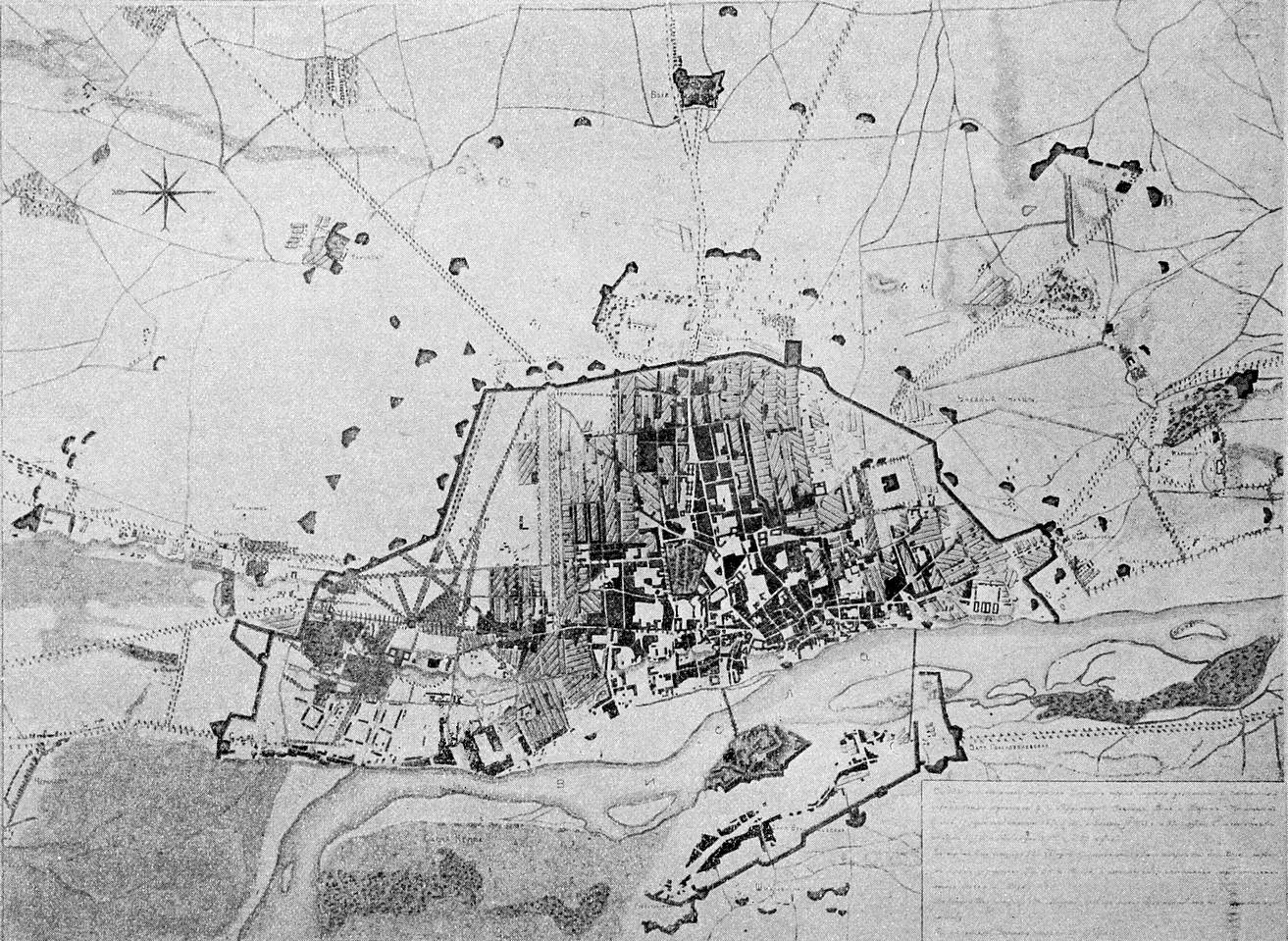
Варшавская крепость, Рисунок к статье «Варшава» № 5. Военная энциклопедия Сытина (Санкт-Петербург, 1911—1915)

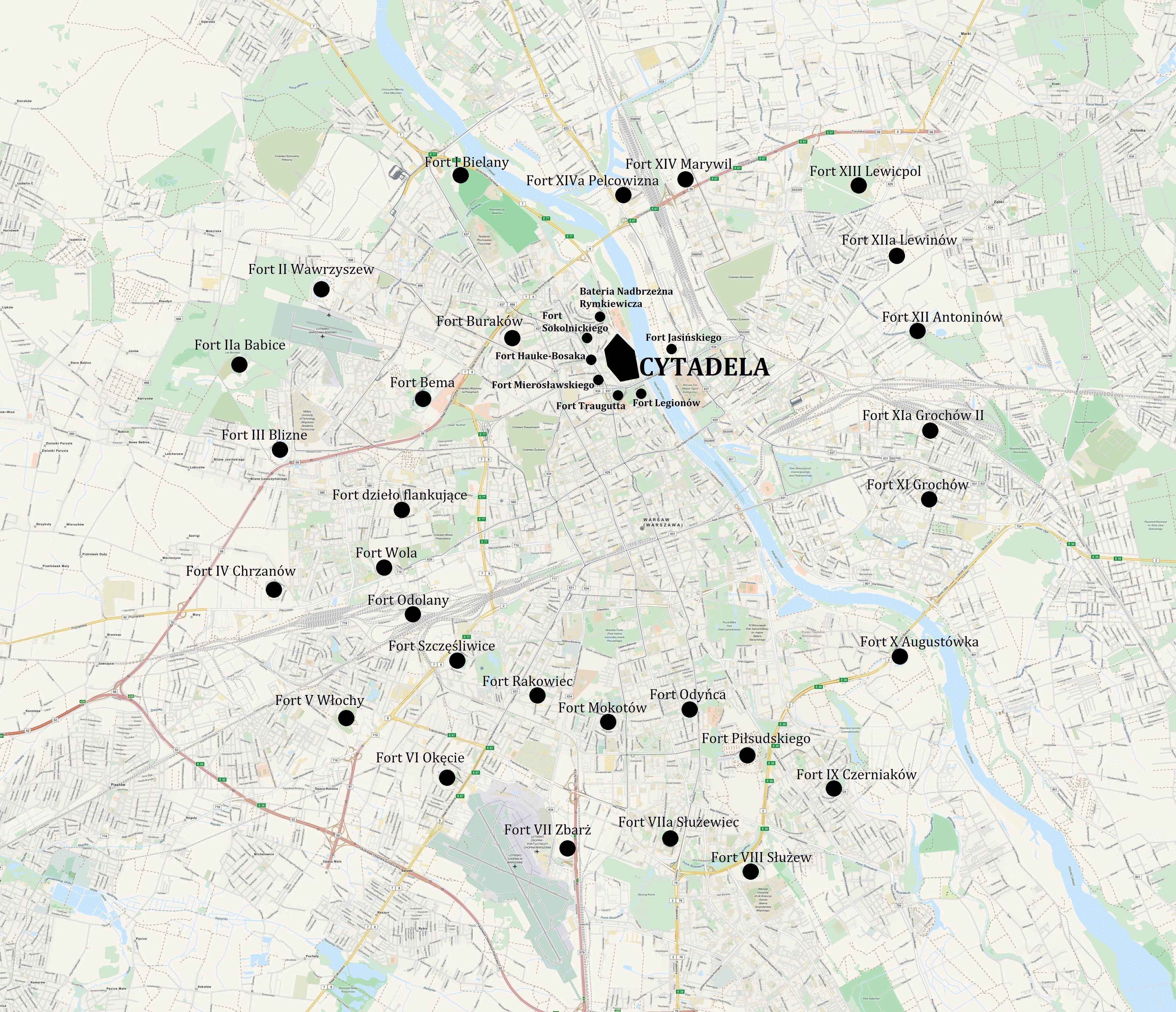
Схема размещения сооружений Варшавской крепости, на плане современной Варшавы, на польском языке, все русские названия укреплений заменены на польские.

Варшавская крепость — крепость 2-го класса, сооружённая по распоряжению российских властей в Варшаве (тет-де-пон), существовавшая в XIX и XX веках.
Крепость была предназначена для защиты территории России, в соответствии с планами обороны государства крепостным методом (линиями крепостей или опорными пунктами). Под Варшавской крепостью стоит различать сооружение (укрепление) и формирование Русской армии. В литературе встречается название сооружения — Крепость Александровская цитадель, Варшавская Александровская цитадель, Крепость Варшава и другие. Строительство началось 19 мая 1832 года, а система укреплений строилась, достраивалась и модернизировалась вплоть до 1910 года, в связи с увеличением разрушительной мощи вооружения и военной техники. Сооружение и совершенствование Варшавской крепости (укрепление) представляет собой интересный пример русского крепостного строительства, в мировой истории, получившую по завершению строительства оригинальную схему.

## История
При российском императоре Николае I, с 1825 года, главнейшее мероприятие для обороны государства состояло в реорганизации западной границы империи. Для этого, в соответствии с оборонительной доктриной, основанной на линии крепостей (опорных пунктов), требовалось постройкой ряда новых крепостей, которые вместе со старыми крепостями, укреплёнными (за это же время) образовали три оборонительные крепостные линии на границе России. Часть защитного плана была такой:
- в 1-й линии (Привислинские крепости), на реке Висла, были построены крепости: Новогеоргиевск (преобразованный из Модлина), Варшавская Александровская цитадель и Ивангород;
- во 2-й линии был построен Брест-Литовск;
- в 3-й линии были усилены имеющиеся крепости — Киев, Бобруйск и Динабург.

В 1832 — 1834 годах для защиты Варшавы была построена центральная часть крепости — Александровская цитадель, которая была заложена, по высочайшему повелению 19 мая 1832 года, а строительство завершено в 1835 году. В том же году напротив цитадели на правом берегу Вислы был построен форт (предмостное укрепление) «Сливицкий» (назван по имени похороненного в нём полковника генерального штаба Сливицкого, который в 1831 году при взятии Варшавы зажёг Пражский мост). В период 1833 — 1835 годов были сформированы Комендантское управление и гарнизон Варшавской крепости.
В 1850 — 1861 годах вокруг Александровской (Варшавской) цитадели был построен ряд отдельных укреплений, фортов: «Владимир», «Алексей», «Павел», «Георгий», «Сергий».

В 1881 году было решено укрепить крепость Варшава по Высочайше утверждённому плану. В 1883 году было приступлено к возведению фортов 1-й линии, а в 1886 году и фортов 2-й линии. Работы велись под руководством инженера Вернандера, который в 1890-х годах занимал должность главного начальника инженеров, и у него возникали вопросы, на каком расстоянии от окраины Варшавы возводить форты, чтобы не подвергать опасности обстрела неприятелем мирного населения, нежелательного материального ущерба для города и других внутренних осложнений при нападении. Решили обеспечить город от бомбардирования выносом фортов на расстояние 6 — 7 километров от городской окраины, причем расстояния между фортами первоначально доходили местами до 4 — 5 км. Так возникли № форты I — XIV. С 1890 года все кирпичные сооружения крепости были заменены бетонными, а с 1895 года форты перестроены и перевооружены. В связи с изменением оборонной доктрины Русского государства согласно высочайшему повелению, «Об упразднении Привислинских крепостей, в 1910 — 1914 годах», от 18 января 1909 года, стали проводить постепенное расформирование крепостных частей и учреждений крепостных войск Вооружённых сил России. 

Сухомлинов пошел в 1910 г. дальше и убедил царя в необходимости отказаться от обороны даже и передового театра, т.-е. Привислянского края, идя вразрез со всеми своими предшественниками: императором Николаем I, Милютиным, Обручевым, Куропаткиным. Были упразднены крепости Ивангород и Варшава на Висле, Зегрж и Ломжа на Нареве, также все форты, соединявшие кр. Зегрж с Варшавой по восточному фронту Висло-Наревского укрепленного района (Варшава-Новогеоргиевск-Зегрж) и все долговременно укрепленные мостовые переправы через Нарев, как-то: Пултуск, Рожаны, Остроленка. Взорвать и срыть эти крепости и укрепления предписано в кратчайший срок. Однако, на уничтожение крепостей нужны тоже деньги, и недостаток ассигнований, а отчасти глухое сопротивление местных властей, были причиною того, что к августу 1914 года, были взорваны лишь боевые казематы в фортах Варшавы, прочие же сооружения сохранились в прежнем устарелом виде, т.-е. неспособными к сопротивлению новым средствам осадной артиллерии.— К. И. Величко Роль крепостей в связи с операциями полевых армий.
В 1910 году крепость (формирование) была упразднена в связи с изменением стратегических планов в России, а Штаб крепости был расформирован 26 февраля 1914 года. С началом Первой мировой войны демонтаж укреплений крепости был остановлен, и началось сформирование крепости (формирование). В сентябре 1914 года Варшавская крепость в составе Русских войск, оказала упорное сопротивление германским войскам в ходе Варшавско-Ивангородской операции. Фронт стабилизировался, немцы начали осаду крепости, при этом три раза применяли химическое оружие против защитников крепости и мирных жителей России, исчерпав всё боевые припасы, 22 — 23 июля 1915 года, гарнизон покинул сооружение, в соответствии с замыслом Верховного командования.
После 1918 года уже польские власти вновь возобновили демонтаж укреплений. Однако, эти работы были вновь прерваны на несколько недель летом 1920 года во время Советско-Польской войны, когда большевицкие войска вплотную подошли к столице. В это время были подготовлены три новых оборонительных рубежа с востока, частично на базе старых укреплений. После Рижского мирного договора, часть фортов снесли; другие оставили, размещая там воинские части или заводы по производству вооружений.
С началом Второй Мировой войны, в 1939 году форты бывшей крепости вновь были использованы для защиты города. Многие из них, такие как форт IX («Чернякув»), были ареной ожесточённых боёв с вермахтом. Во время немецкой оккупации форты в основном служили складами.
Сегодня многие из фортов всё еще существуют, большинство находятся в заброшенном состоянии. Но некоторые из них были снесены, и от них не осталось и следа. В настоящее время в городе отсутствует единая концепция их использования, хотя их историческая ценность признается.

## Состав

### Сооружение
В состав сооружения входили:
- Александровская цитадель;
  - пороховые погреба;
  - мастерские;
  - казематированные помещения для личного состава гарнизона.
- форт: «Сливицкий»:
  - равелин с абшнитом;
  - казематированный редюит;
  - рвы получали оборону из капониров и оборонительной казармы в горже, замкнутой оборонительной стенкой;
  - эскарпы и контрэскарпы — каменные.
- форт: «Владимир» (1852 год);
- башни «Алексей», «Сергий», позже были обнесены люнетами;
- люнеты «Павел», «Георгий»;
- арсенал, церкви, помещения для пороха, войска и интендантских запасов.
- и другие укрепления.

При крепости станция Привислянской железной дороги и железнодорожный мост через реку Висла.

### Формирование
В состав формирования, в различный период времени, входили:
Комендантское управление:
- крепостной штаб (плац-майор, плац-адъютант и майор от ворот):
  - отделения: комендантское, инспекторское и генерального штаба;
- крепостные управления:
  - инженерное;
    - отделы: инспекторский, техническо-хозяйственный и искусственный;

  - артиллерийское (крепостной артиллерии);
    - отделы: личного состава и общего управления артиллерийскими частями крепости, хозяйства крепостного артиллерийского вооружения, учебно-технический и мобилизационный.

  - интендантское;
  - военно-санитарное, при крепостном штабе состояли крепостной священник с причтом, крепостная жандармская команда (Жандармская команда Варшавской Александровской цитадели) и крепостная пожарная команда;
  - хозяйственный комитет.
- гарнизон:
  - крепостной артиллерийский гарнизон (с 1860 года — крепостной артиллерии гарнизон), Варшавская крепостная артиллерия[10];
  - артиллерийские части:
    - 1-я вылазочная батарея Варшавской крепостной артиллерии, праздник 06.12, старшинство 19.01.1878 года, расформирована в 1910 году;
    - 1-я — 24-я рота Варшавской крепостной артиллерии, на 1908 год[11];
    - 1-й — 6-й крепостные артиллерийские батальоны (по четыре роты в каждом из батальонов), на 1914 год;

  - инженерные части:
    - инженерная дистанция;
    - крепостная сапёрная рота;
    - мастеровая команда;

  - крепостная военно-голубиная станция (Варшавская крепостная военно-голубиная станция 2-го разряда) сформирована 15 марта 1888 года в Варшавской крепости[12]. 23 марта 1916 года КВГС, на время военных действий, расформирована;
  - 26-й резервный пехотный батальон, расположенный в крепости, переименован в 1-й Варшавский крепостной пехотный батальон;
  - военный телеграф (крепостной военный телеграф);
  - воздухоплавательное отделение, позже крепостная воздухоплавательная рота;
  - Варшавская крепостная пехотная бригада:
    - управление;
    - 1-й Варшавский крепостной пехотный полк;
    - 2-й Варшавский крепостной пехотный полк;
    - 3-й Варшавский крепостной пехотный полк;
    - 4-й Варшавский крепостной пехотный полк;

  - и другие.

## Нагрудный знак
Нагрудный знак крепости Варшава, утверждён 5 марта 1914 года, основой для нагрудного знака служил золотой щит в форме ромба, расцветка которого повторяла расцветку общекрепостного флага России (на красном фоне вертикальный синий крест, окаймленный узкими белыми кантами, а между лучами синего креста проходят лучи белого креста). На горизонтальных лучах синего креста даты золотом «1883» и «1913». В центре нагрудного знака расположены наклонённые друг к другу золотые монограммы Всероссийских императоров Александра III и Николая II, увенчанные золотой императорской короной. Между монограммами изображена золотая вьющаяся лента с надписью, заглавными буквами, «ВАРШАВА», выполненной эмалью черного цвета.

## Коменданты Варшавской крепости
Коменданты Варшавской крепости:
- 26.07.1887 — 09.04.1889 — генерал-лейтенант Свистунов, Александр Павлович
- 09.04.1889 — 17.06.1891 — генерал-лейтенант Фриде, Александр Яковлевич
- 22.06.1891 — 07.12.1898 — генерал-лейтенант, с 6.12.1898 генерал от инфантерии Комаров, Константин Виссарионович
- 07.12.1898 — 05.06.1902 — генерал-лейтенант, с 1.04.1901 генерал от инфантерии Паренсов, Пётр Дмитриевич
- 23.06.1902 — 25.01.1905 — генерал-лейтенант, Казбек, Георгий Николаевич
- 7 марта — 4 июля 1905 — генерал-лейтенант, Плеве, Павел Адамович
- 01.08.1905 — 31.12.1913 — генерал-лейтенант, с 6.12.1913 генерал от артиллерии Стрижев, Максим Иванович

## Галерея

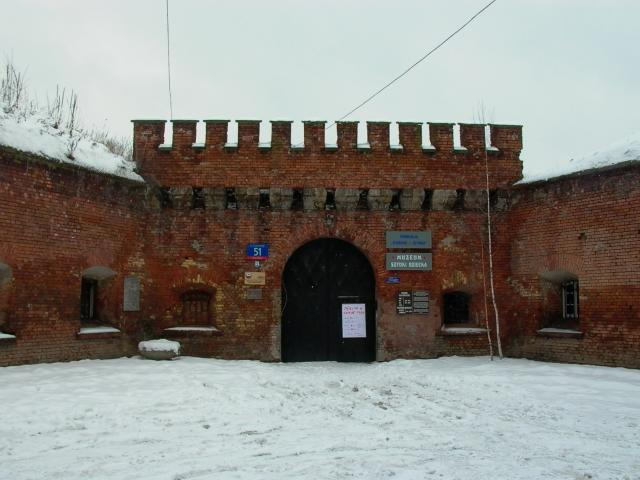
Форт «Сергий».
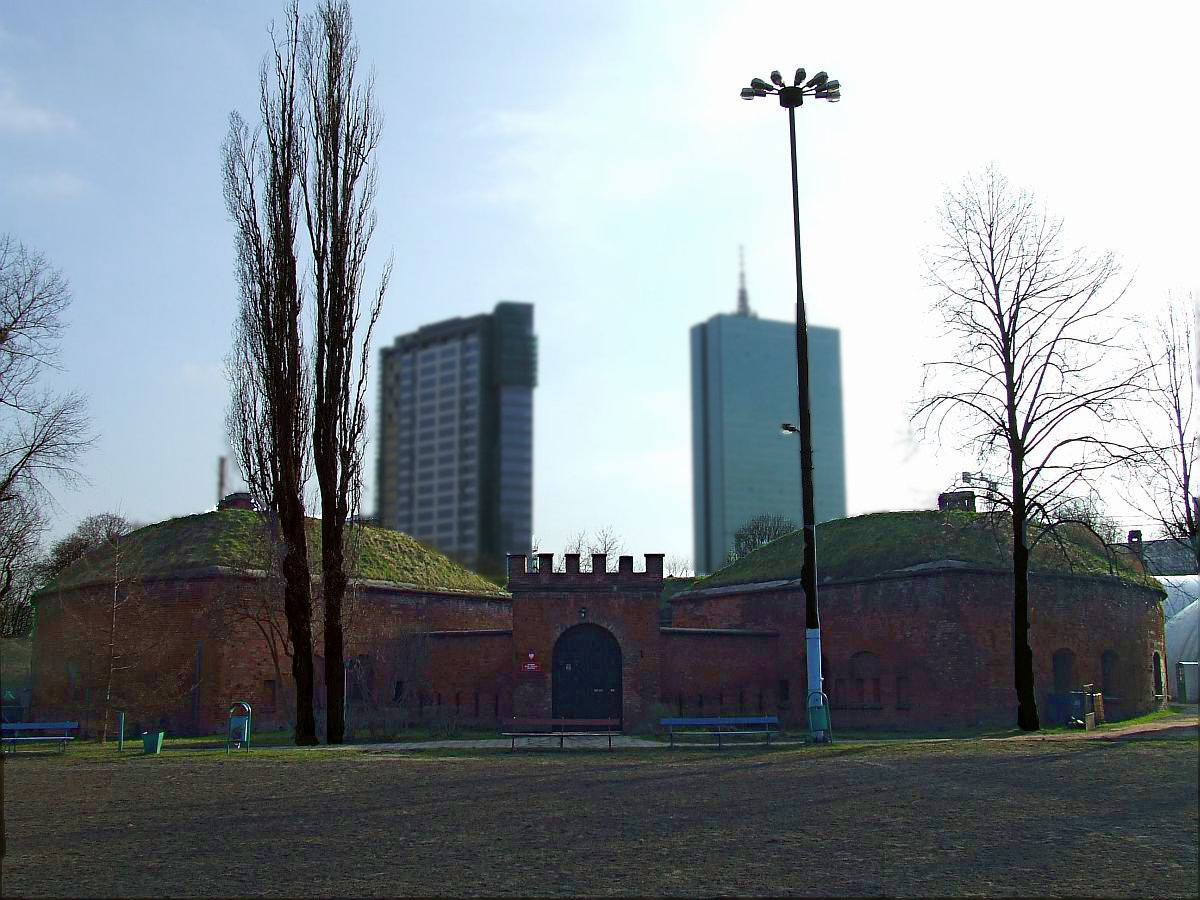
Форт «Алексей».
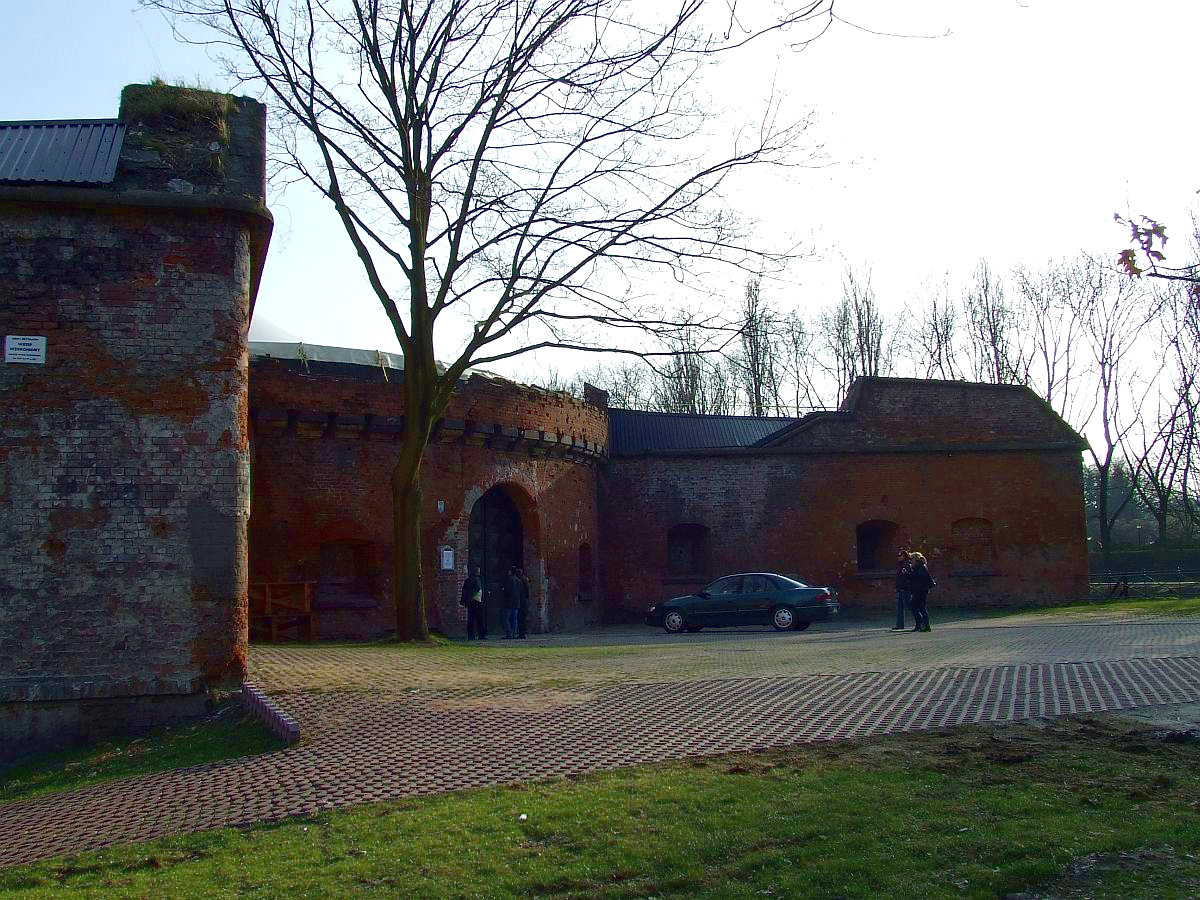
Форт «Владимир».
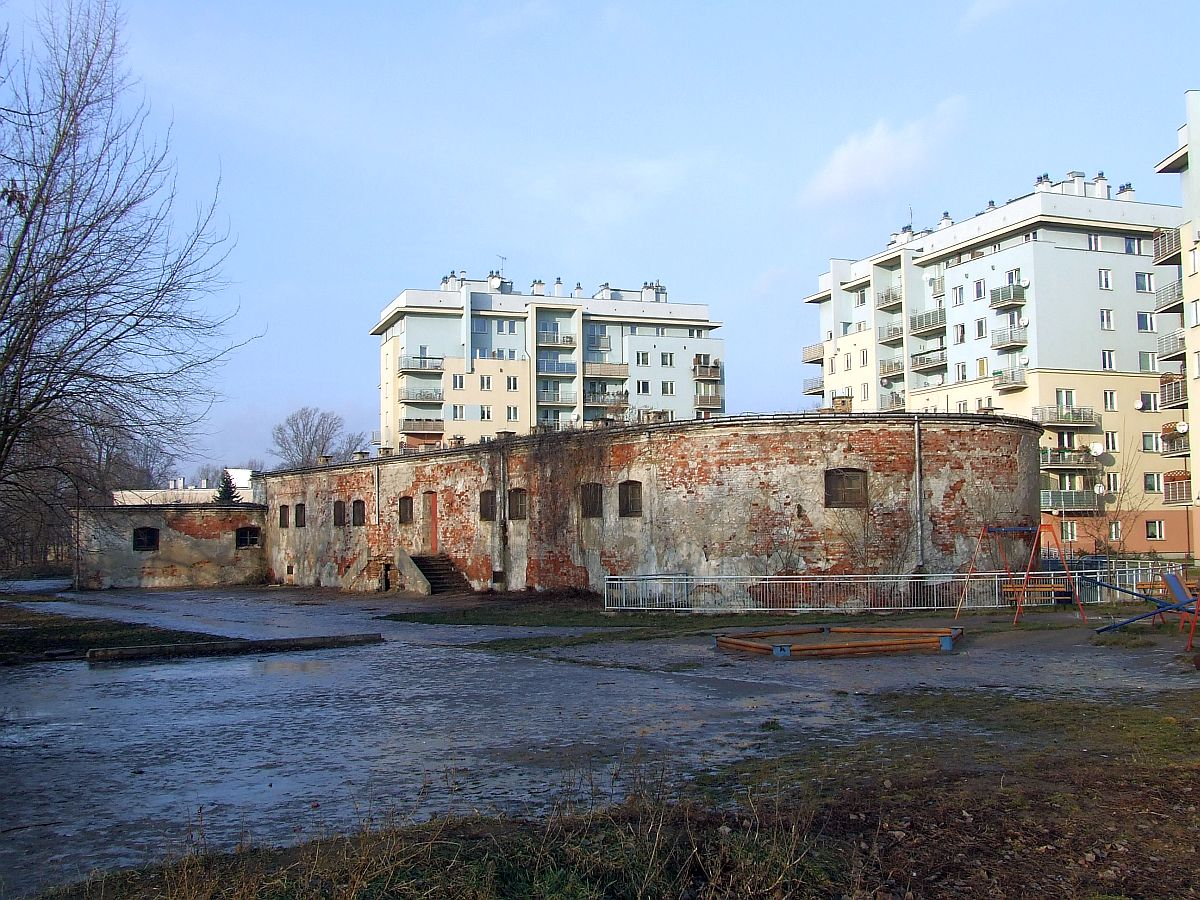
Форт «Сливицкий».